# Les Anges exterminateurs
Cet article possède un paronyme, voir L'Ange exterminateur.
Pour plus de détails, voir Fiche technique et Distribution.
Les Anges exterminateurs est un film français réalisé par Jean-Claude Brisseau en 2006.
Avec Choses secrètes  (2002) et À l'aventure (2009), il forme une trilogie consacrée à la sexualité féminine.

## Contexte
Le réalisateur Jean-Claude Brisseau adapte de façon romancée le livre du même nom où il décrit ses méthodes particulières de travail, comment il sélectionne ses actrices et sa version des faits qui lui vaudront d'être condamné en justice pour harcèlement et agression sexuelle sur des actrices ( Noémie Kocher, Julie Quéré) à qui il avait fait passer des auditions,.

## Synopsis
François, cinéaste, décide de tourner un film sur le plaisir féminin. Il commence un casting et malgré les nombreux refus des candidates, il sélectionne deux jeunes comédiennes, Julie et Charlotte, à qui il demande de se masturber devant lui dans un restaurant, sous le regard de Stéphanie la serveuse, puis dans un hôtel. Le lendemain, Stéphanie viendra voir François à son bureau et demandera à rejoindre le casting. Elle accepte de se masturber dans une chambre devant lui quand Julie et Charlotte arrivent.

## Fiche technique
- Titre : Les Anges exterminateurs
- Réalisation : Jean-Claude Brisseau
- Scénario : Jean-Claude Brisseau
- Musique : Jean Musy
- Pays d'origine :  France
- Durée : 100 minutes
- Genre : drame, érotique
- Classification :
  - France : interdit aux moins de 16 ans[4]

## Distribution
- Frédéric van den Driessche : François
- Maroussia Dubreuil : Charlotte
- Lise Bellynck : Julie[5]
- Marie Allan : Stéphanie
- Sophie Bonnet : Nathalie, la femme de François
- Raphaële Godin : Apparition 1 et Rebecca
- Margaret Zenou : Apparition 2
- Jeanne Cellard : la grand-mère
- Virginie Legeay : Virginie[6]
- Estelle Galarme : Olivia
- Marine Danaux : Agnès
- Apolline Louis : Céline
- François Négret : L'ami de Stéphane
- Christophe Maillard : le producteur
- Françoise Bonnet : la voisine escalier
- Olivier Perrot : le gendarme
- Jean-Claude Brisseau (non crédité) : un assistant tournage
- María Luisa García (non crédité) : la maquilleuse
- Aymeric Petit (non crédité) : un machino
- Georges Prat (non crédité) : l'ingénieur du son